# Liste der Bodendenkmäler in Lotte (Westfalen)
Die Liste der Bodendenkmäler in Lotte enthält die denkmalgeschützten unterirdischen baulichen Anlagen, Reste oberirdischer baulicher Anlagen, Zeugnisse tierischen und pflanzlichen Lebens und paläontologischen Reste auf dem Gebiet der Gemeinde Lotte im Kreis Steinfurt in Nordrhein-Westfalen (Stand: September 2020). Diese Bodendenkmäler sind in Teil B der Denkmalliste der Gemeinde Lotte eingetragen; Grundlage für die Aufnahme ist das Denkmalschutzgesetz Nordrhein-Westfalen (DSchG NRW).
| Bild           | Bezeichnung                      | Lage                              | Beschreibung | Bauzeit | Eingetragen seit | Denkmal- nummer |
| -------------- | -------------------------------- | --------------------------------- | --- | ------- | ---------------- | --------------- |
|                | 2 Grabhügel                      | Wersen Am Gabelin                 | 2 Grabhügel, Durchmesser 17 m, Höhe 0,9 bis 1,5 m, späte Jungsteinzeit/frühe Bronzezeit, zum Gräberfeld „Am Gabelin“ gehörig (insgesamt 15 Grabhügel); z. Zt. forstwirtschaftliche Fläche |         | 10.3.1986        | 1               |
|                | 2 Grabhügel                      | Gohfeld Feldmark/Am Braumkamp     | 2 Grabhügel, Durchmesser 15,6 - 19,7 m, Höhe 0,8 bis 1,1 m, späte Jungsteinzeit/frühe Bronzezeit, in einem Gräberfeld mit Urnenbestattungen der jüngeren Bronzezeit/älteren Eisenzeit; z. Zt. forstwirtschaftliche Fläche                                                                                |         | 10.3.1986        | 2               |
|                | Gräberfeld                       | Wersen Werser Holz                | Gräberfeld mit 12 erhaltenen Grabhügeln, jüngere Bronzezeit/ältere Eisenzeit bzw. späte Jungsteinzeit/frühe Bronzezeit; z. Zt. forstwirtschaftliche Fläche |         | 10.3.1986        | 3               |
|                | Grabhügel                        | Wersen Gänsehügel                 | Grabhügel, Durchmesser 16 m, Höhe 0,5 bis 1 m, späte Jungsteinzeit/frühe Bronzezeit, in einem weitgehend zerstörten Gräberfeld der jüngeren Bronzezeit/älteren Eisenzeit; z. Zt. forstwirtschaftliche Fläche                                                                                             |         | 10.3.1986        | 4               |
| weitere Bilder | Großsteingrab Große Sloopsteene  | Wersen Sloopsteinweg              | Aus Findlingen errichtetes Kollektivgrab, jüngere Steinzeit, umgeben von einer tw. erhaltenen ovalen Steinsetzung, fast vollständig erhaltene Trag- und Decksteine, Grabkammer etwa 18,5 × 1,8 m; z. Zt. forstwirtschaftliche Fläche                                                                     |         | 10.3.1986        | 5               |
| weitere Bilder | Großsteingrab Kleine Sloopsteene | Halen Niederseester Weg           | Aus Findlingen errichtetes Kollektivgrab, ca. 7 × 20 m, jüngere Steinzeit, verstürzte Decksteine, Grabkammer etwa 2 m breit; z. Zt. forstwirtschaftliche Fläche |         | 10.3.1986        | 6               |
|                | Grabhügelfeld                    | Gohfeld Fichtenweg                | Grabhügelfeld mit 6 verflachten und deformierten Grabhügeln, Durchmesser 5,4 bis 9,2 m, Höhe 0,2 bis 0,5 m; jüngere Bronzezeit/ältere Eisenzeit, z. Zt. forstwirtschaftliche Fläche |         | 25.6.1993        | 7               |
|                | Kloster Osterberg                | Lotte Im Kloster                  | Ehemaliges Kreuzherrenkloster, hervorgegangen aus Fraterherrenniederlassung, 1251 erwähnt, 1427 dem Kreuzherrenorden überlassen, Auflassung 1633, untertägig erhaltene Reste der Kirche, der Klostergebäude und des Hofes Osterberg; z. Zt. Gebäude-, Verkehrs- und Freifläche, landwirtschaftl. Nutzung |         | 7.9.1993         | 8               |
|                | Steinbruch                       | Halen Am Knulbusch (Halener Str.) | Erdgeschichtliches Bodendenkmal; aufgelassener Steinbruch mit Gesteinsabfolge des unteren Muschelkalks (Trias) im Piesberg-Sattel; zyklische Folgen von div. Kalksteinen und Mergeln mit mariner Fossilführung; z. Zt. aufgelassener Steinbruch und land- und forstwirtschaftlich genutzte Fläche.       |         | 29.6.2000        | 9               |